# Макаренкове
Макаре́нкове  (Єсипенків) — село в Чернігівській області України. За адміністративним поділом до липня 2020 року село входило до Талалаївського району, а після укрупнення районів входить до Прилуцького району. Входить до складу Талалаївської селищної громади. Розташоване за 13 км від залізничної станції Талалаївки. Населення — 93 особи, площа — 0,415 км².

## Історія
Хутір Макаренків створено з 2 хуторів Осипенків і Остапенків
Уперше село згадується під 1869 роком. Воно входило до Березівської волості 2-го стану Прилуцького повіту Полтавської губернії. Можливо, це Макаренків хутір, згаданий під 1781 роком.
1886 року у селі було 7 дворів козаків, 9 хат, 42 жителя. 1910 року — 6 господарств козаків, 79 жителів, у тому числі 1 кравець, все інше доросле населення займалося землеробством. Було 332 десятини придатної землі.
З приходом радянської влади, у 1923 року село відійшло до Роменської округи УСРР.

### В складі України
З 1991 року село у складі України. У 1996 році в селі було 42 двори, мешкало 103 жителя.
До 2020 року було підпорядковане Чернецькій сільській раді. 